# 5. Militär-Fußball-Weltmeisterschaft der Frauen
Das 5. Turnier um die Militär-Fußball-Weltmeisterschaft der Frauen wurde vom 24. bis zum 30. Mai 2006  im niederländischen Assen ausgetragen. Es nahmen jeweils drei Mannschaften in zwei Gruppen teil. Die niederländische Mannschaft gewann mit einem 2:0-Finalsieg über die US-amerikanische Mannschaft den Titel. In der Gruppe B nahm eine Mannschaft des Verbindungsoffiziers – Ost- und Südafrika teil, die jedoch auf das Spiel gegen Deutschland [aus nicht bekannten Gründen] verzichtete.

## Gruppe A
| Pl. | Land        | Sp. | S | U | N | Tore    | Diff. | Punkte |
| --- | ----------- | --- | - | - | - | ------- | ----- | ------ |
| 1.  | Niederlande | 2   | 2 | 0 | 0 | 010:000 | +10   | 06     |
| 2.  | Frankreich  | 2   | 1 | 0 | 1 | 003:600 | −3    | 03     |
| 3.  | Kanada      | 2   | 0 | 0 | 2 | 002:800 | −6    | 0      |

|             |   |            |     |
| Niederlande | – | Frankreich | 4:0 |
| Niederlande | – | Kanada     | 6:0 |
| Frankreich  | – | Kanada     | 3:2 |

## Gruppe B
| Pl. | Land                        | Sp. | S | U | N | Tore    | Diff. | Punkte |
| --- | --------------------------- | --- | - | - | - | ------- | ----- | ------ |
| 1.  | USA                         | 2   | 1 | 1 | 0 | 014:200 | +12   | 04     |
| 2.  | Deutschland                 | 1   | 0 | 1 | 0 | 002:200 | ±0    | 01     |
| 3.  | VbdgOffz Ost- und Südafrika | 1   | 0 | 0 | 1 | 000:120 | −12   | 0      |

|             |   |             |      |
| USA         | – | Deutschland | 2:2  |
| USA         | – | ESALO       | 12:0 |
| Deutschland | – | ESALO       | -:-  |

## Halbfinale
|             |   |             |           |
| Niederlande | – | Deutschland | 2:1 n. V. |
| USA         | – | Frankreich  | 4:3       |

## Spiel um Platz 5
|        |   |       |           |
| Kanada | – | ESALO | 2:1 n. V. |

## Spiel um Platz 3
|             |   |            |           |
| Deutschland | – | Frankreich | 6:4 n. V. |

## Finale
|             |   |     |     |
| Niederlande | – | USA | 2:0 |